# The Tyra Banks Show
The Tyra Banks Show es un talk show estadounidense conducido por la supermodelo Tyra Banks. Fue transmitido por primera vez el 12 de septiembre de 2005. Desde el año 2007 es grabado en los estudios Chelsea de la ciudad de Nueva York, anteriormente se realizaba en CBS Television City de Los Ángeles. La producción del programa está a cargo de la compañía Bankable Productions, que es de propiedad de Tyra.
Aunque el show abarca muchos tópicos, se concentra principalmente en los temas relacionados con la mujer actual.
El programa ha ganado premios Daytime Emmy por su destacado trabajo en el maquillaje y el peinado.
El espacio es transmitido a diferentes países y también está disponible a través de la radio satelital en Estados Unidos y Canadá.

## Episodios memorables
- En uno de los primeros capítulos del show, Tyra Banks probó que su busto era natural al someter sus senos a una ecografía.[2]

- En noviembre de 2005, Tyra se disfrazó como una mujer de 158 kilos de peso para mostrarle a los telespectadores su experiencia de ser discriminada en la calle por la gordura.[3] Posteriormente, Banks calificó su experimento como "los tres días más tristes de su vida". En otro episodio, Tyra se transformó en hombre para realizar una prueba similar.

- Aquel mismo mes, Tyra Banks enfrentó a su compañera de trabajo, la supermodelo Naomi Campbell, para detener públicamente la disputa que ambas sostenían hace 15 años.[4] Tyra le pidió al público del estudio que se retirara durante la entrevista para lograr un ambiente más íntimo. Finalmente, ambas se reconciliaron.

- En marzo de 2006, Banks y su equipo de camarógrafos fueron a un club nocturno nudista para comprender a los clientes de esos lugares. Tyra realizó un espectáculo erótico aquella noche.[5]

- Tyra Banks acudió a una cárcel femenina de máxima seguridad para conocer a algunas de las prisioneras en mayo de 2006. Tyra debió pasar por todas pruebas que experimentan las verdaderas presas, incluyendo un registro invasivo a su cuerpo desnudo.

- En noviembre de 2006, Banks realizó el episodio "fiesta de la panty" donde ella y todo el público que asistió al estudio vestían sólo ropa interior.

- Otro capítulo destacado, es aquel donde Banks confronta a los miembros de la homofóbica familia del Reverendo Fred Phelps.

- Cuando algunos tabloides publicaron unas fotografías de Tyra en una playa luciendo "18 kilos más que hace dos meses", ella apareció en su show con el mismo traje de baño que en las fotos y se defendió diciendo que no estaba gorda.[6] También le explicó al público cómo una determinada pose y un ángulo de cámara desfavorable pueden hacer que alguien se vea más gordo de lo que en verdad es. Al final, le respondió a aquellos que criticaban a las mujeres robustas diciendo: "¡besen mi gordo trasero!"

- En otro episodio, Tyra entrevistó a la estrella porno Tyra Banxxx y le pidió que dejara de utilizar su pseudónimo, porque sonaba igual que su nombre.[7] Banxxx accedió, sin embargo,  continuó usándolo.

- En mayo de 2007, a Banks y a su invitada, Hilary Duff, les fueron presentados diversos animales salvajes. Cuando un puercoespín ingresó al estudio, una temerosa Tyra se montó en el respaldo de su sofá y se cayó hacia atrás.